# Frank Ettwein
Frank Ettwein (* 26. Juli 1977 in Rottweil) ist ein ehemaliger deutscher Handballspieler. Er spielte zuletzt in der Handball-Bundesliga für den HBW Balingen-Weilstetten. Seine Spielposition war Linksaußen und im Zentrum der offensiven 3-2-1 Abwehr, seine Stärke lag vor allem in der Abwehr.

## Karriere
Seit 2002 spielt Frank Ettwein beim HBW Balingen-Weilstetten. Er war der dienstälteste Spieler der Mannschaft und kam durch die Fusion der TSG Balingen mit seinem Stammverein TV Weilstetten 2002 zum neu gegründeten HBW. Seit 1994 war Ettwein beim TV Weilstetten. 2005/06 wurde er mit dem HBW Meister der 2. Handball-Bundesliga Süd und stieg mit der Mannschaft in die erste Liga auf. Nach der Saison 2013/14 beendete er seine Karriere.
Ettwein ist von Beruf gelernter Kfz-Mechaniker, im Anschluss war Ettwein beim Grundwehrdienst am NATO-Stützpunkt Meßstetten in der Stab/StKp Radarführungsabteilung 22. Ettwein hat mit Beendigung des Grundwehrdienstes weiter als KFZ Mechaniker bis 04/2005 gearbeitet ehe er 2006 in die 1. Bundesliga aufgestiegen ist.
Ettwein arbeitet von 2005 bei der Fr. Wahl GmbH als Fahrer im Außendienst - Kundenbetreuung auf 450 € Basis, neben seiner Bundesliga-Karriere.
Nach seiner aktiven Karriere als Spieler war Ettwein im Bereich Vertrieb + Projektmanagement in verschiedenen Firmen in der Kunststoffbranche tätig. Nebenbei war Ettwein von 7/2014 – 06/ 2017 Teambetreuer beim HBW Balingen - Weilstetten.
2021 schloss Ettwein an der der VWA in Stuttgart den Beruf begleiteten Zertifikatslehrgang Projektmanagement Professional erfolgreich ab.
Ettwein arbeitet seit 09/2022 bei H&B electronic GmbH im Vertriebsaußendienst, der Bereich Steckverbindungssysteme, Sensortechnik, Medizintechnik und Metall 3D Druck wird von Ettwein betreut.